# Spencer Gore

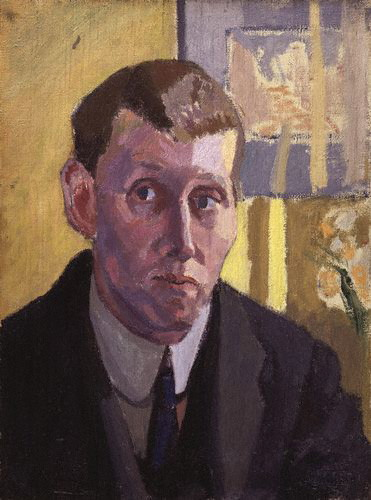
Autorretrato

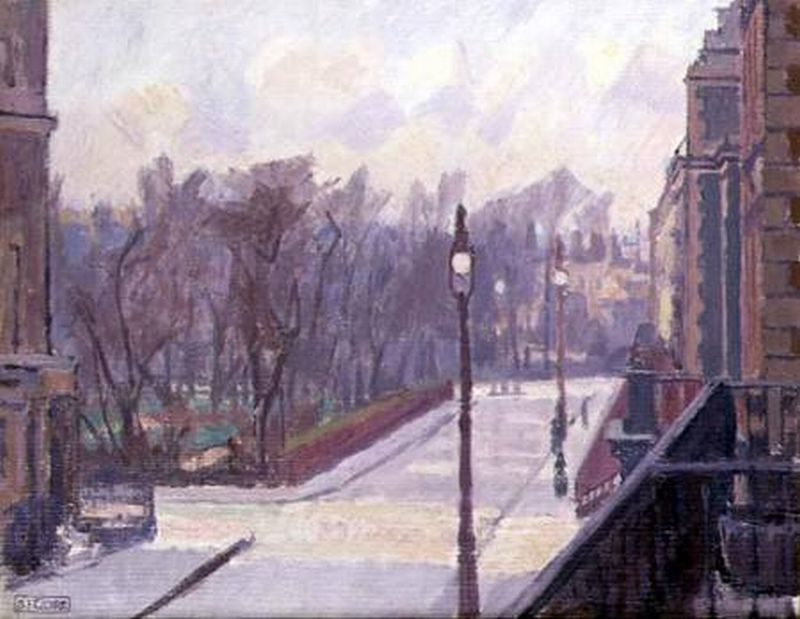
Plaza Hartington

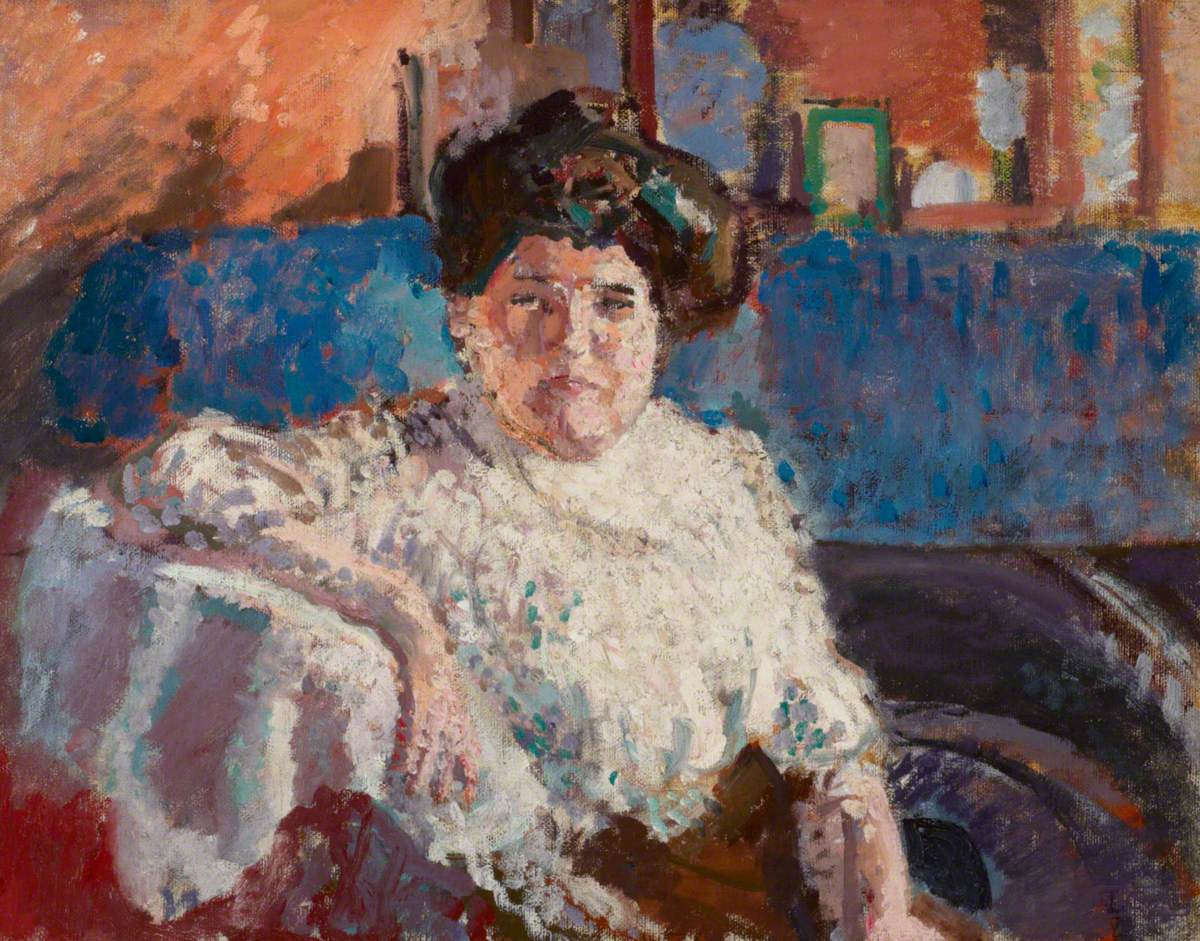
Spencer Gore (1878-1914) - The Frenchwoman - 1449103 - National Trust - 1910

Spencer Frederick Gore (26 de mayo de 1878 - 27 de marzo de 1914) fue un pintor británico de paisajes, escenas de music-hall e interiores, generalmente con una sola figura. Fue el primer presidente del Camden Town Group, y fue influenciado por los postimpresionistas.

## Primeros años

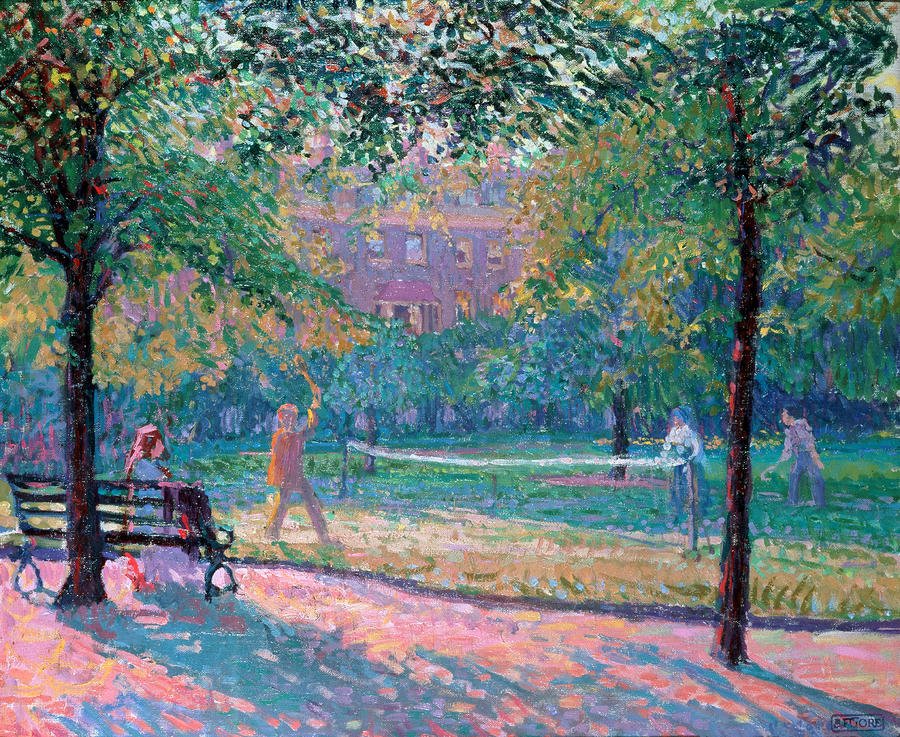
Game of tennis

Nació el 26 de mayo de 1878 en Epsom en Surrey, el menor de los cuatro hijos del campeón de tenis de Wimbledon, Spencer Gore y de su esposa Amy Margaret (nacida Smith). El hermano de su padre era el teólogo Charles Gore. Su padre lo envió a la escuela Harrow en el Middlesex (ahora Gran Londres). Luego pasó a estudiar pintura en Londres en la Slade School of Fine Art, donde fue contemporáneo de Harold Gilman.

## Carrera

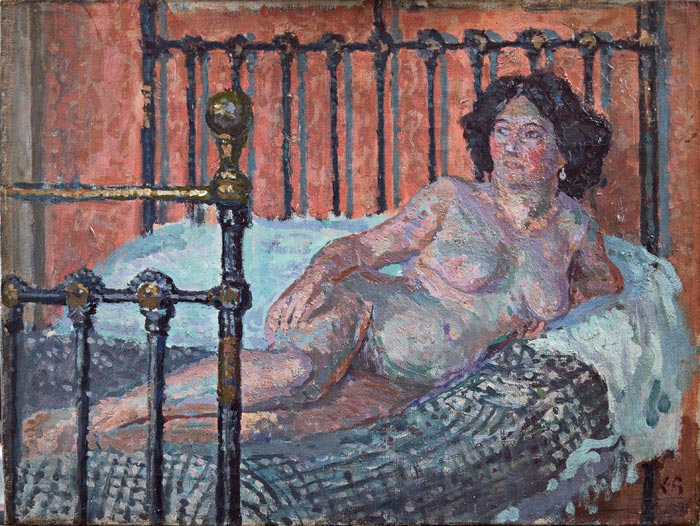
Desnudo

En 1904, Albert Rutherston presentó a Gore a Walter Sickert en Dieppe y a partir de entonces se asoció en Fitzroy Street, Londres, con Sickert, Lucien Pissarro, Harold Gilman y Charles Ginner. En 1909 se convirtió en miembro del New English Art Club y en 1910 contribuyó con un artículo a The Art News sobre "El Tercer Salón de Londres de la Asociación de Artistas Aliados".
En 1911 fue cofundador y primer presidente del Camden Town Group.
En enero de 1912 se casó con Mary Joanna ("Molly") Kerr, con quien tuvo dos hijos. – Margaret Elizabeth (1912–1994) y Frederick John Pym (1913–2009); este último llegaría a ser conocido como pintor con el nombre de Frederick Gore. Su viuda murió en Meopham, Kent en 1968.
En 1913 se convirtió en miembro del Grupo de Londres.
Sus obras posteriores muestran una creciente preocupación por la construcción pictórica, bajo la influencia de los postimpresionistas. Experimentó ampliamente con el color en sus obras, como puede verse en su cuadro Hartington Square.
Gore pintó una serie de treinta y dos paisajes en el Richmond Park durante los últimos meses de su vida. Su pintura From a Window in Cambrian Road, Richmond  muestra la vista desde una ventana del último piso en la parte trasera del nº 6 de Cambrian Road, cerca de la entrada del parque, donde él y su familia se mudaron en 1913. Esta puede ser la última pintura en la que trabajó Gore antes de su muerte. Según la conservadora de la Tate Gallery, Helena Bonett, la muerte prematura de Gore por neumonía, dos meses antes de lo que habría sido su 36 cumpleaños, fue provocada por su práctica de la pintura al aire libre en Richmond Park en los fríos y húmedos meses de invierno.
El cuadro de Gore Richmond Park, que se cree que fue pintado en el otoño de 1913 o poco antes de la muerte del artista en marzo de 1914, se expuso en la Galería Paterson and Carfax en 1920. En 1939 fue exhibido en Varsovia, Helsingfors y Estocolmo por el British Council como Grupo de árboles. Ahora está en la colección de la Tate Gallery con su título original, pero actualmente no está en exhibición. No es seguro en qué parte del parque se hizo la pintura, pero una hilera de árboles cerca del estanque cerca de la Cambrian Gate se parece mucho a los de la pintura. Otro cuadro de Gore, con el mismo título (Richmond Park), pintado en 1914, se encuentra en el Ashmolean Museum. Su pintura Wood in Richmond Park está en la colección de la Galería de Arte de Birmingham.
Dos de las obras de arte de Gore, Brighton Pier y Richmond Houses, aparecen en el primer número de la histórica revista de arte moderno <i id="mwZQ">BLAST</i>, publicada unos tres meses después de la muerte de Gore. También se incluye un obituario de Wyndham Lewis, quien editó la revista, y quien elogia la "dedicación obstinada, casi romántica, su pasión por los objetos delicados ambientados en la atmósfera londinense que lo rodeaba, su concepción de la vida del artista, su gentileza y finura, que habría madurado hasta convertirse en un abundante arte personal".
Murió en Richmond, Surrey, el 27 de marzo de 1914, a la edad de 35 años y fue enterrado en Hertingfordbury en el Hertfordshire, donde vivía su madre.

## Enseñanza
Spencer Gore brindó a John Doman Turner formación artística desde 1908 hasta 1913 en una serie de treinta cartas. La enseñanza probablemente se llevó a cabo por correspondencia porque Doman Turner era sordo. Las cartas se encuentran en la colección de la familia Gore. Doman Turner también era miembro del Camden Town Group, después de haber sido elegido por Gore, pero era tímido e inseguro de sus habilidades, lo que probablemente lo llevó a renunciar a su membresía en el London Group poco después de que se formara el 27 de noviembre de 1913.